# Adenopodia scelerata
Adenopodia scelerata är en ärtväxtart som först beskrevs av Auguste Jean Baptiste Chevalier, och fick sitt nu gällande namn av John Patrick Micklethwait Brenan. Adenopodia scelerata ingår i släktet Adenopodia och familjen ärtväxter. Inga underarter finns listade i Catalogue of Life.